# 許應騤
許應騤（1830年—1906年），字昌德，號筠庵。祖籍潮州府澄海縣，廣東番禺人（今廣州市越秀區），清朝政治人物，同進士出身。

## 生平
道光二十九年（1849年）中己酉科廣東鄉試舉人，次年聯捷庚戌科進士。選庶吉士，散館授檢討。歷任翰林院侍講、侍讀、左右庶子、甘肅學政、詹事府少詹事、內閣學士、兵部左侍郎、吏部右侍郎、吏部左侍郎、順天府學政、倉場侍郎等職，升左都御史。光緒二十二年（1896年）調工部尚書。次年，任總理各國事務衙門大臣、禮部尚書。光緒二十四年（1898年）四月，李鴻章、許應騤與英國駐華公使竇納樂簽訂《展拓香港界址專條》。七月十九日，以抑格言路，首違詔旨，奪禮部尚書懷塔布、許應騤，侍郎堃岫、徐會灃、溥頲、曾廣漢等職。最後戊戌變法失敗，九月，擢為閩浙總督。光緒二十六年（1900年）庚子拳亂引發八國聯軍時，參與兩廣總督李鴻章、兩江總督劉坤一、湖廣總督張之洞、山東巡撫袁世凱、四川總督奎俊等人的東南互保。光緒二十九年（1903年）解職，1906年7月22日逝世。

## 外部連結
- 許應騤 （页面存档备份，存于） 中研院史語所